# Élections sénatoriales de 1921 dans le Finistère
Les élections sénatoriales dans le Finistère ont lieu le dimanche 9 janvier 1921. Elles ont pour but d'élire les sénateurs représentant le département au Sénat pour un mandat de neuf années.

## Contexte départemental
Lors des élections sénatoriales du 9 janvier 1921 dans le Finistère, cinq sénateurs ont été élus selon un mode de scrutin majoritaire.
Trois de la liste Libérale : deux Prog : Louis Pichon et Louis Delobeau et un ALP : Jules Fortin.
Deux élus faisaient partie de la liste d' Union Républicaine : les  Rép.G Louis Hémon et Maurice Fenoux.

## Sénateurs sortants
Louis Delobeau (Prog) est mort le 2 mai 1912. Émile Villiers (Conserv) est élu lors de la partielle du 28 juillet 1912.
Louis Hémon (Rép.G) est mort le 4 mars 1914, Louis Le Guillou de Penanros (Conserv) est élu lors de la partielle du 31 mai 1914.
Louis Pichon (Prog) est mort le 12 aout 1916, Théodore Le Hars (Rad.ind) est élu lors de la partielle du 11 janvier 1920.
| Sénateur | Sénateur                     | Parti   | Fonctions lors de l'élection en 1921                    |
| -------- | ---------------------------- | ------- | ------------------------------------------------------- |
|          | Théodore Le Hars             | Rad.ind | Conseiller général et maire de Quimper.                 |
|          | Maurice Fenoux               | Rép.G   | Conseiller général de Pont-Croix.                       |
|          | Émile Villiers               | Conserv | Ancien député, conseiller général de Canton de Daoulas. |
|          | Louis Le Guillou de Penanros | Conserv | Ancien maire de Douarnenez. Insustriel de la sardine.   |
|          | Jules Fortin                 | ALP-PDP | Conseiller général et maire de Ploudalmézeau.           |

## Listes candidates
| N° | Candidats | Candidats          | Parti   | Principales fonctions                                                                     |
| -- | --------- | ------------------ | ------- | ----------------------------------------------------------------------------------------- |
| 01 |           | Maurice Fenoux *   | Rép.G   | Sortant, conseiller général de Pont-Croix.                                                |
| 02 |           | Ferdinand Lancien  | Soc.ind | Ancien député, conseiller général et maire de Carhaix.                                    |
| 03 |           | Théodore Le Hars * | Rad.ind | Sortant, conseiller général et maire de Quimper.                                          |
| 04 |           | Albert Louppe      | Rép.G   | Ancien député, président du Conseil général, conseiller général du Faou, maire Quimerc'h. |
| 05 |           | Jules Le Louédec   | Rad-soc | Ancien député, conseiller général et maire de Quimperlé.                                  |

| N° | Candidats | Candidats                              | Parti   | Principales fonctions                                            |
| -- | --------- | -------------------------------------- | ------- | ---------------------------------------------------------------- |
| 01 |           | Jules Fortin *                         | PDP     | Sortant, conseiller général et maire de Ploudalmézeau.           |
| 02 |           | Émile Villiers *                       | Conserv | Sortant, ancien député, conseiller général de Canton de Daoulas. |
| 03 |           | Joseph-Honoré Ricard                   | ERD     | Ministre de l'Agriculture, Ingénieur agronome.                   |
| 04 |           | Louis Joseph de Kersauson-Vieux-Chatel | Conserv | Ancien député.                                                   |
| 05 |           | Louis Le Guillou de Penanros *         | Conserv | Ancien maire de Douarnenez. Insustriel de la sardine.            |

| N° | Candidats | Candidats        | Parti | Principales fonctions                                                      |
| -- | --------- | ---------------- | ----- | -------------------------------------------------------------------------- |
| 01 |           | Émile Goude      | SFIO  | Député, conseiller général Brest-2. Commis de 3e classe à la construction. |
| 02 |           | Hippolyte Masson | SFIO  | Député, conseiller général de Brest-3, ancien maire de Brest. Employé PTT. |
| 03 |           | Guillaume Châtel | SFIO  | Maire de Morlaix. Ouvrier horloger.                                        |
| 04 |           | Fernand Le Goïc  | SFIO  | Maire de Douarnenez. Professeur.                                           |

| N° | Candidats | Candidats     | Parti | Principales fonctions                                     |
| -- | --------- | ------------- | ----- | --------------------------------------------------------- |
| 01 |           | Louis Brizec  | Comm  | Mécanicien à Morlaix.                                     |
| 02 |           | Jean Le Tréis | Comm  | Secrétaire de la Fédération communiste du Finistère.      |
| 03 |           | Léon Souben   | Comm  |                                                           |
| 04 |           | Louis Lalouet | Comm  | Maire du Huelgoat, trésorier de la Fédération communiste. |
| 05 |           | Louis Jéquel  | Comm  | Ouvrier menuisier.                                        |

## Résultats
Les personnes en italique n'étaient pas candidates.
| Candidat et parti politique | Candidat et parti politique            | Candidat et parti politique | Premier tour | Premier tour | Deuxième tour | Deuxième tour | Troisième tour | Troisième tour |
| Candidat et parti politique | Candidat et parti politique            | Candidat et parti politique | Voix         | %            | Voix          | %             | Voix           | %              |
| --------------------------- | -------------------------------------- | --------------------------- | ------------ | ------------ | ------------- | ------------- | -------------- | -------------- |
|                             | Maurice Fenoux *                       | Rép.G                       | 677          | 51,21        |               |               |                |                |
|                             | Albert Louppe                          | Rép.G                       | 638          | 48,26        | 730           | 55,22         |                |                |
|                             | Ferdinand Lancien                      | Soc.ind                     | 589          | 44,55        | 694           | 52,50         |                |                |
|                             | Jules Le Louédec                       | Rad-soc                     | 587          | 44,40        | 635           | 48,03         | 650            | 49,17          |
|                             | Théodore Le Hars *                     | Rad.ind                     | 558          | 42,21        | 645           | 48,79         | 654            | 49,47          |
|                             |                                        |                             |              |              |               |               |                |                |
|                             | Jules Fortin *                         | PDP                         | 619          | 46,82        | 628           | 47,50         | 656            | 49,62          |
|                             | Émile Villiers *                       | Conserv                     | 619          | 46,82        | 629           | 47,58         | 651            | 49,24          |
|                             | Joseph-Honoré Ricard                   | ERD                         | 598          | 45,24        | 603           | 45,61         |                |                |
|                             | Louis Joseph de Kersauson-Vieux-Chatel | Conserv                     | 568          | 42,97        | 327           | 24,74         |                |                |
|                             | Louis Le Guillou de Penanros *         | Conserv                     | 534          | 40,39        | 28            | 2,12          |                |                |
|                             |                                        |                             |              |              |               |               |                |                |
|                             | Émile Goude                            | SFIO                        | 85           | 6,43         |               |               |                |                |
|                             | Hippolyte Masson                       | SFIO                        | 79           | 5,98         |               |               |                |                |
|                             | Guillaume Châtel                       | SFIO                        | 73           | 5,52         |               |               |                |                |
|                             | Fernand Le Goïc                        | SFIO                        | 71           | 5,37         |               |               |                |                |
|                             |                                        |                             |              |              |               |               |                |                |
|                             | Louis Brizec                           | Comm                        | 122          | 1,66         |               |               |                |                |
|                             | Jean Le Tréis                          | Comm                        | 16           | 1,21         |               |               |                |                |
|                             | Léon Souben                            | Comm                        | 16           | 1,21         |               |               |                |                |
|                             | Louis Lalouet                          | Comm                        | 14           | 1,06         |               |               |                |                |
|                             | Louis Jéquel                           | Comm                        | 14           | 1,06         |               |               |                |                |
|                             |                                        |                             |              |              |               |               |                |                |
|                             | Yves Guilllemot                        | Rad.ind                     | 19           | 1,44         |               |               |                |                |
|                             | Henri Février                          | Conserv                     | 15           | 1,14         |               |               |                |                |
|                             | Yves Guyonvarc'h                       | ERD                         | 14           | 1,06         |               |               |                |                |
|                             | Mr Valoris                             | Conserv                     | 13           | 0,98         |               |               |                |                |
|                             |                                        |                             |              |              |               |               |                |                |
|                             | Divers                                 |                             | 6            | 0,45         | 23            | 0,17          |                |                |
|                             |                                        |                             |              |              |               |               |                |                |
| Inscrits                    | Inscrits                               | Inscrits                    | 1 337        |              | 1 337         |               | 1 337          |                |
| Abstentions                 | Abstentions                            | Abstentions                 | 3            | 0,22         | 3             | 0,22          | 8              | 0,60           |
| Votants                     | Votants                                | Votants                     | 1 334        | 99,78        | 1 334         | 99,78         | 1 329          | 99,40          |
| Blancs et nuls              | Blancs et nuls                         | Blancs et nuls              | 13           | 0,98         | 12            | 0,91          |                |                |
| Exprimés                    | Exprimés                               | Exprimés                    | 1 321        | 99,63        | 1 322         | 99,70         |                |                |

### Sénateurs élus
| Sénateur | Sénateur           | Parti   | Fonctions lors de l'élection en 1921                                                      |
| -------- | ------------------ | ------- | ----------------------------------------------------------------------------------------- |
|          | Maurice Fenoux *   | Rép.G   | Sortant, conseiller général de Pont-Croix.                                                |
|          | Albert Louppe      | Rép.G   | Ancien député, Président du Conseil général, conseiller général du Faou, maire Quimerc'h. |
|          | Ferdinand Lancien  | Soc.ind | Ancien député, conseiller général et maire de Carhaix.                                    |
|          | Théodore Le Hars * | Rad.ind | Sortant, conseiller général et maire de Quimper.                                          |
|          | Jules Fortin *     | PDP     | Sortant, conseiller général et maire de Ploudalmézeau.                                    |